# Pigeonnier-chapelle de La Chaze
Le pigeonnier-chapelle de La Chaze est situé sur la commune de Sermur (France).

## Localisation
Le pigeonnier-chapelle est situé sur la commune de Sermur dans le département de la Creuse et la région Nouvelle-Aquitaine.

## Description
Le pigeonnier-chapelle de La Chaze est de forme carrée et doté d'une toiture à quatre pans en ardoise. Il fait 5,70 m sur 6,40 m. Implanté à la limite de la cour, il bénéficie de deux portes d'accès ainsi que de deux petites baies. La porte d'accès, chanfreinée et située au rez-de-chaussée, s'ouvre sur la chapelle voûtée dans laquelle subsiste un autel en pierre. Le pigeonnier est aménagé au premier étage. Les 105 boulins en pierre de taille sont superposés et l'on peut noter la présence d'un perchoir central. 

## Histoire
Actuellement le pigeonnier-chapelle dépend d'une ferme mais il s'intégrait jadis à une demeure détruite en 1904 et dont il ne restait que quelques vestiges au début du XIXe siècle.
Il est inscrit au titre des monuments historiques par arrêté du 4 octobre 2010.